# Avdeevita
L'avdeevita és un mineral de la classe dels silicats que pertany al grup del beril. Rep el nom per homenatjar el destacat químic rus i enginyer de mines Ivan Vasil'evich Avdeev (1818-1865), per les seves contribucions als estudis de compostos naturals i sintètics del beril·li.

## Característiques
L'avdeevita és un ciclosilicat aprovat com a espècie vàlida per l'Associació Mineralògica Internacional l'any 2018, sent publicada per primera vegada el 2020. La seva fórmula química va ser redefinida l'any 2023, passant a ser: NaAl₄(Be₅Li)(Si₆O₁₈)₂(H₂O)₁₋₂. Cristal·litza en el sistema hexagonal. La seva duresa a l'escala de Mohs és 8.
L'exemplar que va servir per a determinar l'espècie, el que es coneix com a material tipus, es troba conservat a les col·leccions del Museu Mineralògic Fersmann, de l'Acadèmia de Ciències de Rússia, a Moscou (Rússia), amb el número de registre: 5279/1.

## Formació i jaciments
Va ser descoberta a la mina Palelni, situada a la localitat de Khetchel, al districte de Kyaukme (Estat Shan, Myanmar), on es troba en forma de cristalls de fins a 4 cm de diàmetre (que inclouen cristalls hexagonals, de fins a 1 x 0,1 cm), amb nuclis d'avdeevita intercrescuts epitàcticament i vores de beril. Aquest indret és l'únic a tot el planeta on ha estat descrita aquesta espècie mineral.